# Yakovlev MC-21
Yakovlev MC-21 (en ruso: Иркут МС-21) es un avión comercial de fuselaje estrecho, birreactor diseñado por Yakovlev y producido por Irkut, que forman parte del grupo empresarial UAC. El diseño inicial comenzó en 2006 y la fase final de diseño se completó en 2011. El fabricante Irkut hizo rodar en pista el primer MC-21 en 2016 y el primer vuelo se realizó el 28 de mayo de 2017.
Por su tecnología y complejidad, constituye un hito en la industria aeronáutica de Rusia y destaca por sus planos alares de material compuesto, fibra de carbono reforzada con polímeros, motorizado con turbofan Pratt & Whitney PW1000G y con opción a utilizar el motor Aviadvigatel PD-14. En julio de 2018 recibió 175 pedidos en firme de compra por diferentes compañías aéreas, entre ellas, principalmente, Aeroflot.
Era el primer avión de línea con palancas de mando activas antes de las sanciones a Rusia.
En agosto de 2023, Irkut pasó a llamarse Yakovlev. El Sukhoi Superjet 100 fue redesignado como SJ-100 y el Irkut MC-21 también adoptó el nombre de Yakovlev.

## Denominación
El nombre del avión, en ruso: МС‑21, es el acrónimo de «Магистральный Самолёт 21 века» (transliterado como: Magistralny Samolyot 21 veka), se traduce como «avión magistral del siglo XXI». El proyecto se empezó a conocer como MS-21, pero su nombre oficial es MC-21, a pesar de que el nombre original del modelo ruso del avión es МС-21, que se translitera como MS-21.
En 2013, el vice primer ministro ruso Dmitry Rogozin indicó que se designará Yak-242 una vez que entre en producción en serie, el nombre de una propuesta de la década de 1990 de un avión de tamaño similar. En 2014, Oleg Demchenko, el presidente de Irkut en ese momento, también prefirió el nombre Yak-242, alegando que reflejaría mejor la oficina de diseño detrás del avión, sin embargo, también dijo que cualquiera de estas decisiones de cambio de nombre sería después de terminar con la fase de pruebas y certificación.

## Desarrollo

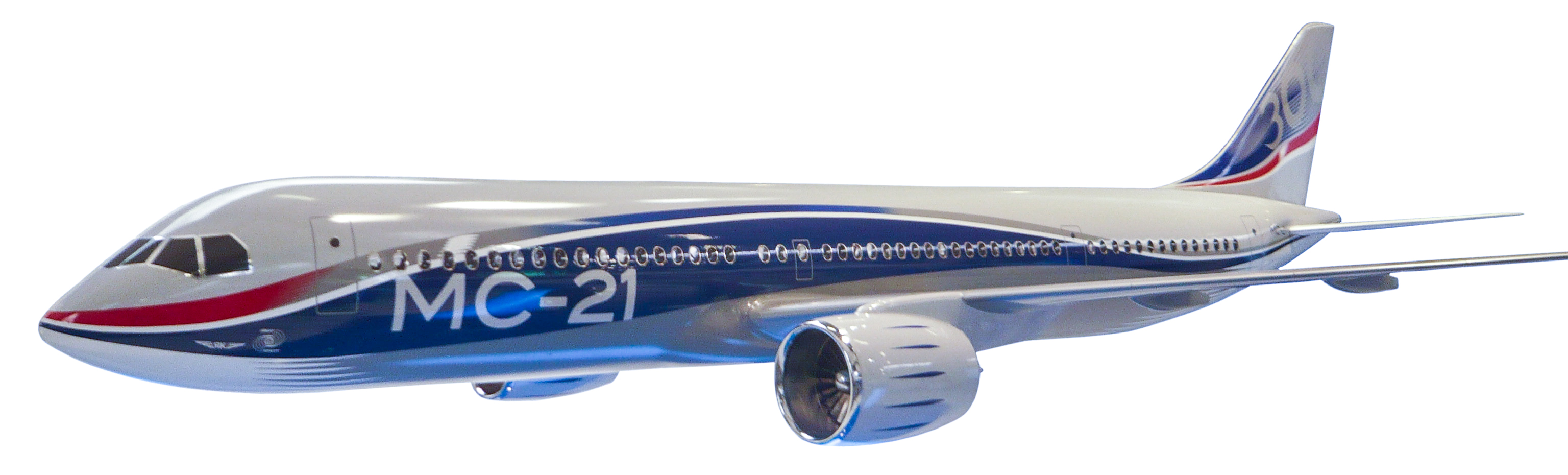
Diseño presentado en el 2011 del MC-21-300.

### Fase de diseño inicial
Diseñado inicialmente para reemplazar a los obsoletos Tu-154 y Tu-204, que actualmente están en servicio. El complejo programa de desarrollo llevó a tener que ir posponiendo la fecha de presentación desde 2012 hasta 2020. 

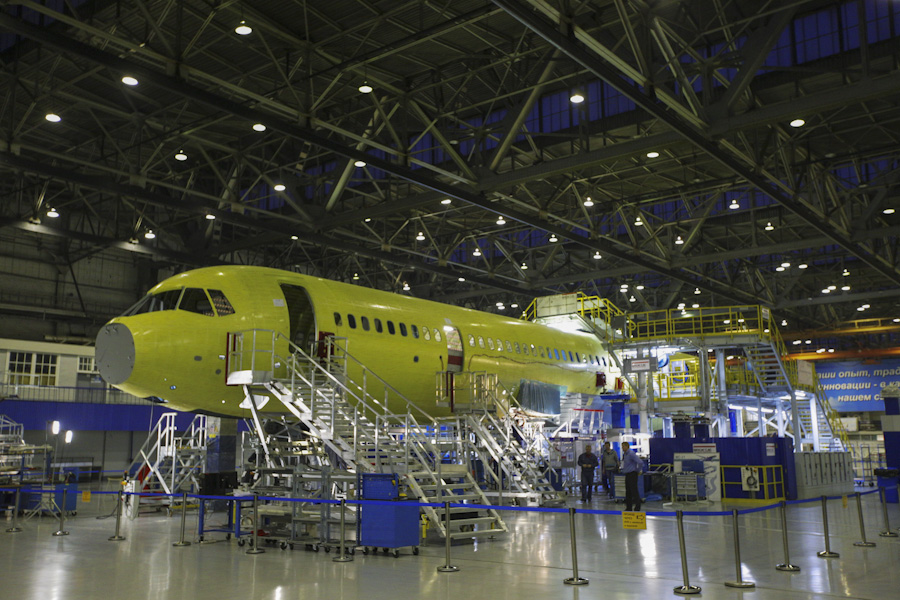
Un prototipo en construcción de MC-21 en la fábrica de Irkut.

En 2006, el objetivo de UAC era conseguir un avión comercial para entre 130 y 170 pasajeros con una autonomía de entre 5000 y 6000 kilómetros que pudiera reemplazar los equivalentes aviones comerciales fabricados por Tupolev, y llegar a tener entre un 20 y 25% de mejor rendimiento que sus competidores occidentales, Airbus A320 o Boing 737. Basados en obtener un 15% de menos peso por el uso de nuevos materiales, un 20% menos de coste operacional por menor mantenimiento, y un 15% menos de consumo de combustible por un mejor diseño aerodinámico entre otras características. La idea inicial es que pudiera entrar en servicio en el año 2012 con un precio inicial de 35 millones de dólares (20 millones menos que un 737-700). En 2008 se rectificó la ganancia en eficiencia entre un 10% y un 15%.
En 2009, el MC-21 estaba en la fase de «diseño previo», con el plan de finalizar el primer prototipo en 2013 y realizar el primer vuelo en 2014. Para junio de 2011, se completó la fase y comenzó "diseño funcional", elaborando diseños en tres dimensiones y trabajando para elaborar componentes con segundas empresas y proveedores, que se completará a mediados de 2012. En febrero de 2012, el vice primer ministro ruso, Dmitry Rogozin, anunció que se había programado el comienzo de las pruebas de certificación entre los años 2015 y 2016, para sí comenzar la producción en 2020.

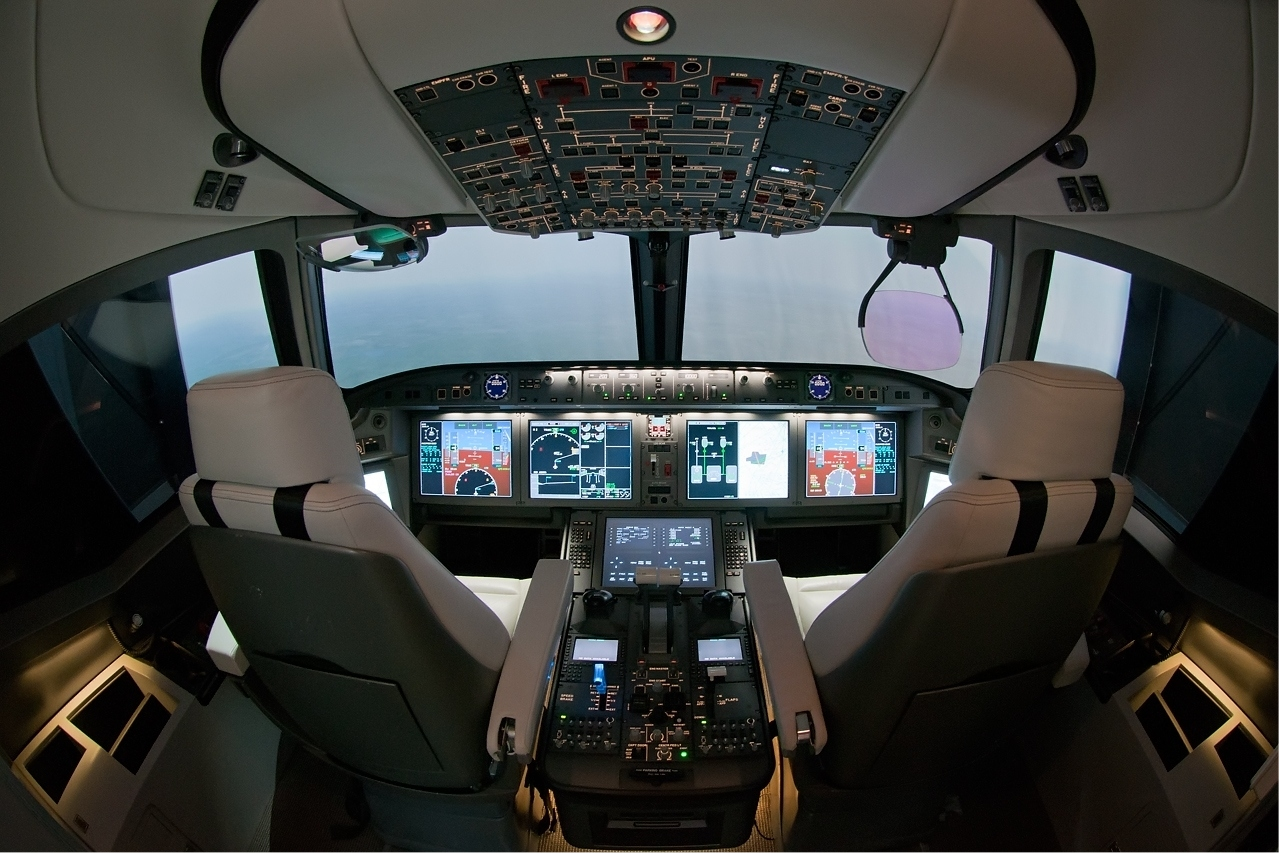
Maqueta del diseño de la cabina de pilotaje del MC-21 en 2011.

### Pruebas con los primeros prototipos

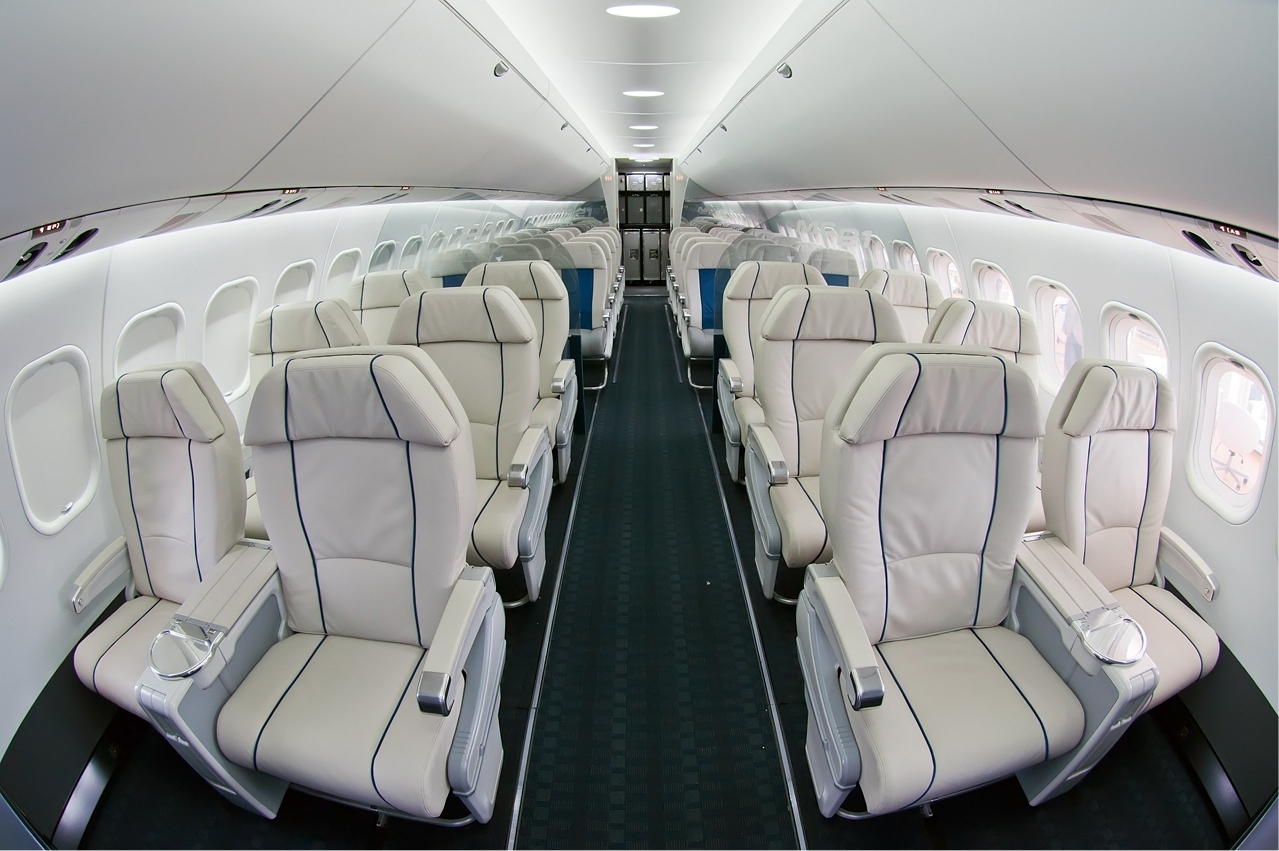
Maqueta de la posible configuración de la súper amplia cabina de pasajeros de un MS-21 en 2011. El fuselaje es más ancho que el de el de la Familia Airbus A320 o A320neo.

El 8 de junio de 2016, el primer MC-21 serie 300 comenzó las pruebas de rodaje en pista por primera vez, en las instalaciones de Irkut. 
El 28 de mayo de 2017, MC-21 realizó su exitoso vuelo inaugural en Irkutsk. Este primer vuelo fue de 30 minutos y alcanzando una altitud de mil metros, y una velocidad máxima de 300 km/h.
El 31 de agosto de 2018, se anunció con éxito la primera prueba de vuelo y aterrizaje nocturno.

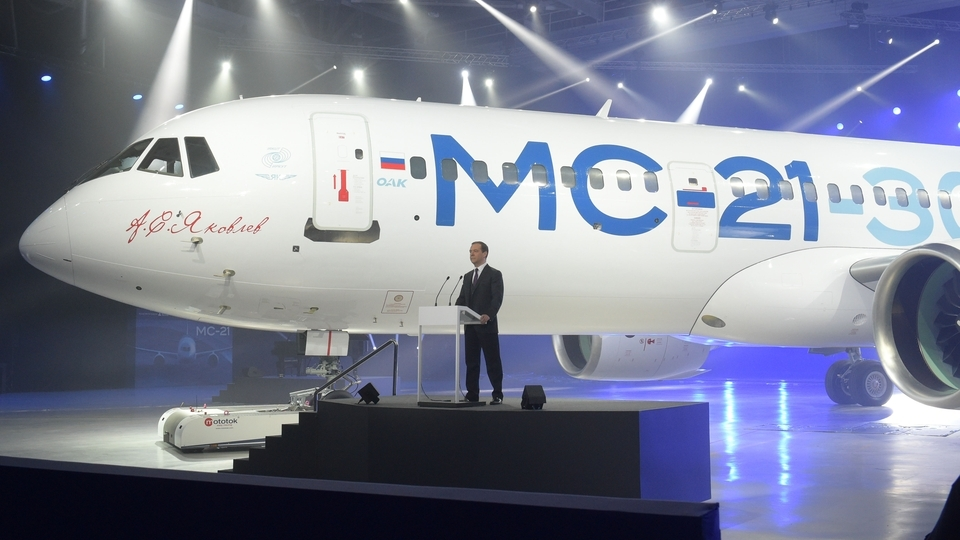
Dmitri Medvédev visitó la corporación Irkut en Irkutsk y presentó el MC-21 en 2016.

En febrero por primera vez, el MS-21 fue visitado por representantes de la Agencia Europea de Seguridad Aérea (EASA), UAC declaró que ya se habían realizado 122 vuelos de pruebas con los dos prototipos.  El 16 de marzo, el tercer prototipo realiza su primer vuelo, de 30 minutos alcanzando una altura de 3500 metros y una velocidad máxima de unos 450 km/h. A finales de agosto se presenta oficialmente por primera vez al público en la feria aeronáutica MAKS. En septiembre, evaluadores de la EASA tomaron un curso especial de capacitación teórica y práctica, para así poder probar en vuelo los aviones MS-21-300. A fines de diciembre, el suministro de materiales compuestos utilizados para la construcción alar del MC-21 se detuvo, debido a las sanciones de los Estados Unidos sobre la compañía rusa Aerocomposit, que forma parte de UAC.
Hacia febrero de 2019 los evaluadores completaron la primera sesión de vuelos como parte del programa de certificación europea del MS-21-300.
El 17 de septiembre de 2019, el tercer avión de prueba realizó su primer vuelo internacional desde Zhukovski al aeropuerto Atatürk de Estambul. El avión se presentó a las aerolíneas turcas, y se propusieron proyectos de coproducción al país. El cuarto avión de prueba de vuelo se presentó el 28 de noviembre y el quinto el 10 de diciembre.
A finales de 2019, la UAC estimó la producción de 6 nuevas unidades del MC-21 producidas en serie para finales de 2021, aumentando la producción el doble el año siguiente y así hasta alcanzar las 25 unidades para el año 2023.

## Variantes
Inicialmente se han presentado dos variantes, ambas versiones comparten en común unos aproximadamente 36 metros de envergadura de punta a punta de plano, 11 metros de altura y un fuselaje de 4 metros de diámetro.

### MS-21-200
Versión corta, con un fuselaje de 36 metros de longitud, con capacidad de 132 pasajeros en dos clases o hasta 165 y alcance de 6400 km (3500 nmi).

### MS-21-300
Versión inicial presentada, con motores Pratt & Whitney PW1400G y un fuselaje de 42 metros de longitud suficiente para 163 pasajeros en dos clases, o hasta 211. Alcance de hasta 6000 km (3200 nmi).

### MS-21-310
Versión estándar con motores Aviadvigatel PD-14.

### MS-21-400
Versión planificada con aproximadamente 250 asientos.

### Otras versiones
El fabricante ha propuesto posteriormente otras versiones futuras como MS-21-400, de mayor longitud y con capacidad de hasta 230 pasajeros, similar al Airbus A321, Boeing 737-900ER, Boeing 757-200.

## Pedidos
Los pedidos inicialmente anunciados del MC-21 para empezar a ser entregados en 2019 se han ido retrasando. La UAC anunció en noviembre de 2019 que se irían produciendo las primeras entregas a finales de 2021 comenzando con los primeros aviones para Aeroflot, para ir aumentando las entregas de pedidos en función del avance de la producción en serie.
| Fecha                           | Aerolínea                  | Entrada en servicio | Pedidos | Pedidos | Pedidos  | Pedidos |   |   |   |   |
| ------------------------------- | -------------------------- | ------------------- | ------- | ------- | -------- | ------- | - | - | - | - |
| Fecha                           | Aerolínea                  | Entrada en servicio | -200    | -300    | Opciones | Total   | — | 3 | 2 | 5 |
| 21 de julio de 2010             | Nordwind Airlines          | Sin anunciar        | —       | 3       | 2        | 5       |   |   |   |   |
| 21 de julio de 2010             | VEB Leasing                | Sin anunciar        | —       | 30      | 30       | 60      |   |   |   |   |
| 1 de septiembre de 2010         | Aeroflot                   | 2019-2021           | —       | 50      | —        | 50      |   |   |   |   |
| 18 de agosto de 2011            | Ilyushin Finance           | 2019-2021           | —       | 28      | 22       | 50      |   |   |   |   |
| 23 de agosto de 2011            | Rostec                     | 2019-2021           | 15      | 35      | 35       | 85      |   |   |   |   |
| 16 de septiembre de 2011        | IrAero                     | 2019 -2021          | —       | 10      | 10       | 20      |   |   |   |   |
| 27 de agosto de 2013            | UTAir                      | Sin anunciar        | —       | 10      | —        | 10      |   |   |   |   |
| 29 de agosto de 2013            | Sberbank Leasing           | 2019-2021           | —       | 20      | —        | 20      |   |   |   |   |
| 30 de agosto de 2013            | Red Wings Airlines         | 2019-2021           | —       | 16      | —        | 16      |   |   |   |   |
| 9 de julio de 2015              | Cairo Aviation             | Sin anunciar        | —       | 6       | 4        | 10      |   |   |   |   |
| 8 de julio de 2016              | Azerbaijan Airlines        | 2019-2021           | —       | 10      | —        | 10      |   |   |   |   |
| 8 de agosto de 2024             | Turkish Airlines           | 2024-2027           | —       | 10      | —        | 10      |   |   |   |   |
| 18 de julio de 2017             | VIM Airlines               | 2021                | —       | 15      | —        | 15      |   |   |   |   |
| 19 de julio de 2017             | Saratov Airlines           | 2022                | —       | 6       | —        | 6       |   |   |   |   |
| 19 de julio de 2017             | Angara Airlines            | 2022                | —       | 3       | —        | 3       |   |   |   |   |
| 19 de julio de 2017             | ALROSA                     | 2023                | —       | 3       | 3        | 6       |   |   |   |   |
| Total                           | Total                      | Total               | Total   | 175     | 175      | 175     |   |   |   |   |
| Acuerdos de intención de compra |                            |                     |         |         |          |         |   |   |   |   |
| 16 de julio de 2018             | Peruvian Airlines          | 2020-2021           | —       | 10      | —        | 10      |   |   |   |   |
| 11 de noviembre de 2018         | Merpati Nusantara Airlines | 2020-2021           | —       | 10+     | —        | 10      |   |   |   |   |
| 30 de agosto de 2019            | Yakutia Airlines           | Sin anunciar        | —       | 5       | —        | 5       |   |   |   |   |
| 30 de agosto de 2019            | Bek Air                    | Sin anunciar        | —       | 10      | —        | 10      |   |   |   |   |

## Especificaciones
|                         | MS-21-200                                                                             | MS-21-300                                                                             | MS-21-400                                                                             |
| ----------------------- | ------------------------------------------------------------------------------------- | ------------------------------------------------------------------------------------- | ------------------------------------------------------------------------------------- |
| Pilotos                 | 2                                                                                     | 2                                                                                     | 2                                                                                     |
| Capacidad de pasajeros  | 162 (1 clase, alta densidad) 150 (1 clase, estándar) 136 (2 clases, estándar)         | 198 (1 clase, alta densidad) 181 (1 clase, estándar) 152 (2 clases, estándar)         | 230 (1 clase, alta densidad) 212 (1 clase, estándar) 178 (2 clases, estándar)         |
| Espacio entre asientos  | 82 cm (32,3 plg) in (1 clase, estándar), 76 cm (29,9 plg) in (1 clase, alta densidad) | 82 cm (32,3 plg) in (1 clase, estándar), 76 cm (29,9 plg) in (1 clase, alta densidad) | 82 cm (32,3 plg) in (1 clase, estándar), 76 cm (29,9 plg) in (1 clase, alta densidad) |
| Longitud                | 35.9 m                                                                                | 41.5 m                                                                                | 46.7 m                                                                                |
| Envergadura             | 35.9 m                                                                                | 35.9 m                                                                                | 36.8 m                                                                                |
| Altura                  | 11.4 m                                                                                | 11.5 m                                                                                | 12.7 m                                                                                |
| Peso máximo de despegue | 67 600 kg (149 032,6 lb)                                                              | 76 180 kg (167 948,3 lb)                                                              | 87 230 kg (192 309,4 lb)                                                              |
| Capacidad de carga      | 37.4 m³                                                                               | 53.3 m³                                                                               | 70.1 m³                                                                               |
| Alcance a plena carga   | 5000 km (3106,9 mi)                                                                   | 5000 km (3106,9 mi)                                                                   | 5500 km (3417,6 mi)                                                                   |
| Motores(x 2)            | Aviadvigatel PD-14A Pratt & Whitney PW1428G                                           | Aviadvigatel PD-14 Pratt & Whitney PW1431G                                            | Aviadvigatel PD-14M                                                                   |
| Empuje máximo (x 2)     | 123 kN 12,500 kgf; 28,000 lbf                                                         | 140 kN 14,000 kgf; 31,000 lbf                                                         | 153 kN 15,600 kgf; 34,000 lbf                                                         |

### Aeronaves similares
- Bombardier CSeries
- Boeing 737 MAX
- Airbus A320neo
- COMAC C919